# Aar (Lahn)
Die Aar ist ein 49,7 km langer, südsüdöstlicher und linker Nebenfluss der Lahn. Sie fließt in Hessen und Rheinland-Pfalz.

## Name
Der Gewässername Aar kommt im deutschsprachigen Mitteleuropa mehrfach vor. Beispiele sind die ebenfalls zum Flusssystem der Lahn gehörende Aar bei Herborn, die in den Rhein mündende Ahr oder die Aare in der Schweiz. Im Althochdeutschen noch als Arda bezeichnet, hat der Fluss die Bedeutung „schnellfließendes Wasser“, im übertragenen Sinne „kleiner Fluss im Mittelgebirgsraum“, und ist vor allem im süddeutschen Raum in vielen Siedlungsnamen mit der Endung -ach erhalten. Es wird mit der urindogerm. Wurzel *h₂erd- '(zer)fließen' in Verbindung gebracht.

## Geographie

### Verlauf
Die Aar entspringt auf einer Höhe von 429 m ü. NHN im hessischen Teil des Taunus im Naturpark Rhein-Taunus. Ihre Quelle liegt im Rheingau-Taunus-Kreis nördlich des Taunussteiner Stadtteils Neuhof, gehört aber zum Gebiet des Stadtteils Orlen. Etwa 500 m westsüdwestlich befinden sich am Obergermanisch-Raetischen Limes Reste des Kastells Zugmantel.
Zunächst fließt die Aar nach Süden und dann in einer weiten Talsenke südwestwärts durch die Taunussteiner Stadtteile Neuhof und Wehen, wo sie den von Norden heranfließenden Orlenbach und den unterhalb der Platte entspringenden Schwarzbach aufnimmt. An der Aarmühle vorbei durchquert sie die Stadtteile Hahn und Bleidenstadt. Hinter Bleidenstadt erreicht der Fluss seine südlichste Stelle und wendet sich nach Nordwesten. Fortan verengt sich das Tal deutlich.
Bei Bad Schwalbach nimmt die Aar den durch die Kernstadt fließenden Nesselbach auf und erreicht dann den Bad Schwalbacher Stadtteil Adolfseck mit der Ruine der Burg Adolfseck. Hier bildet sie am Ende eines künstlichen Mäanderhals-Durchstichs den (nach Volumen) größten Wasserfall im Taunus, allerdings wird der größte Teil des Abflusses zur Energiegewinnung abgeleitet. Gleich danach kreuzt sie beim Kleinkastell Adolfseck und dem durch das Pohlbachtal von rechts zufließenden Pohlbach den Obergermanisch-Raetischen Limes.
Tief unter Burg Hohenstein passiert die Aar den Kernort der Gemeinde Hohenstein, um kurz darauf den linksseitigen Lahnbach (Lahner Bach) aufzunehmen. Dann wird er oberhalb des Aarbergener Ortsteils Michelbach auf etwa 3 km Länge zum Grenzfluss nach Rheinland-Pfalz und damit zum Rhein-Lahn-Kreis. Jenseits der Grenze liegt im Tal die Tierkörperbeseitigungsanstalt Sandersmühle.
Im Gemeindegebiet von Aarbergen weitet sich das enge Aartal wieder auf. Der Fluss berührt zunächst den Ortsteil Michelbach, passiert bei Kettenbach die Michelbacher Hütte und nimmt hier seinen längsten Zufluss auf, den 15,1 km langen und rechtsseitigen Aubach (früher Strinzbach), der 800 m nordwestlich der Aarquelle entspringt. Dann führt das Tal nach Hausen über Aar und zur letzten hessischen Ortschaft Rückershausen.
Die verbleibenden 14 km bis zur Mündung legt die Aar vollständig in Rheinland-Pfalz zurück. Dabei berührt sie in der Verbandsgemeinde Aar-Einrich die Orte Schiesheim, Zollhaus, Hahnstätten mit einem großen Kalkwerk und -steinbruch, Oberneisen, Niederneisen und Flacht.
Mit den Ortschaften Holzheim und Freiendiez erreicht sie die Verbandsgemeinde Diez. Schließlich mündet die Aar südwestlich des Zentrums der Kernstadt von Diez beim Lahn-Flusskilometer 84 und auf einer Höhe von etwa 280 m ü. NHN in den dort von Norden kommenden und nach Westen drehenden Rhein-Zufluss Lahn.
Ihr  etwa 49,7 km langer Lauf endet etwa 326 Höhenmeter unterhalb ihrer Quelle, er hat somit ein mittleres Sohlgefälle von etwa 6,6 ‰.

### Einzugsgebiet und Zuflüsse
Das Einzugsgebiet der Aar ist 312,646 km² groß. Zu ihren Zuflüssen gehören mit orographischer Zuordnung sowie Gewässerlänge, EZG und MQ (flussabwärts betrachtet):
- Erdenbach[7][8] (rechts), 0,7 km

- Wurzelbach (links), 1,2 km
- Triebbach[9][10] (links), 1,6 km
- Landgraben[7][11] (links), 0,6 km
- Hasselbach (rechts), 1,2 km
- Schwarzbach[12] (links), 4,2 km, 8,7 km², 86,3 l/s
- Orlenbach (rechts), 4,1 km
- Eschbach (links), 1,1 km
- Lauterbach (links), 1,2 km, 2,22 km²
- Wingsbach (rechts), 5,0 km, 5,69 km², 50,7 l/s
- Kotzebach (rechts), 3,3 km
- Roßbach  (links), 2,3 km
- Eddersbach[7][13] (links), 1,4 km
- Mühlbach[9][14] (links), 1,2 km
- Laubach[15][16] (rechts), 1,9 km
- Herbach (rechts), 3,3 km
- Hettenhainer Bach (links), 0,8 km
- Busebach[9] (links), 2,0 km
- Nesselbach (links), 4,8 km, 13,2 km², 140,7  l/s
- Bornbach[7][17] (rechts), 0,5 km
- Pohlbach[9][18] (rechts), 1,5 km
- Schafheckergraben (rechts), 1,5 km
- Kohlbach[19] (links), 2,1 km
- Kohlgraben (rechts), 0,5 km
- Gieshübeler Bach[9][20] (links), 1,6 km
- Breithardter Bach (rechts), 7,2 km
- Vollmersbach[7][21]  (rechts), 1,3 km
- Lahnbach[22] (Lahner Bach) (links), 4,8 km, 8,46 km², 81,5 l/s
- Hirschbach (rechts), 1,5 km
- Graben zur Sandersmühle (links), 0,6 km, 0,43 km²
- Mahlberger Bach (links), 2,0 km, 1,62 km²
- Michelbach (rechts), 5,0 km, 10,16 km², 70,6 l/s
- Aubach (rechts), 15,1 km, 54,85 km², 366,0 l/s
- Schaltenbach (links), 1,5 km
- Windbach (links), 1,5 km
- Mattenbach (Frankenbach) (links), 2,7 km
- Hahnerbach (rechts), 2,3 km
- Schliembach (Bach von der Ziegelhütte) (links), 2,3 km
- Palmbach (rechts), 9,4 km
- Hohlenfelsbach (links), 3,6 km
- Merschelbach (links), 3,5 km
- Kaltenbach (rechts), 6,4 km
- Welsbach (links)
- Herbach (Mühlbach) (rechts), 6,4 km
- Haselbach (links), 3,0 km
- Lohrbach (rechts), 1,7 km
- Hohlbach (links), 2,9 km
- Hinterbach (rechts)
- Weibitzbach (links), 2,7 km

## Geomorphologie

### Talentstehung
Das Engtal der Aar entstand wie das des Mittelrheins während der letzten 700.000 Jahre infolge klimatischer, tektonischer und eustatischer Veränderungen in Mitteleuropa. Dies konnte mittels mehrerer, an verschiedenen Stellen nachweisbarer Flussterrassenniveaus und mit den darauf abgelagerten Lössen nachgewiesen werden.

### Auensedimente
Am Oberlauf und am oberen Mittellauf der Aar zwischen Wehen und Michelbach sind ausschließlich Auelehme nachweisbar, die erst seit dem Hochmittelalter abgelagert wurden. Sie sind hauptsächlich die Folge erster großflächiger Rodungen und der Einführung des Ackerbaus im südwestlichen Untertaunus. Am unteren Mittellauf und am Unterlauf der Aar sind auch ältere Auenlehme nachgewiesen worden. Dort spielte spätestens seit der Neuzeit auch der Einfluss des historischen Bergbaus im Revier Zollhaus und der hohe Holzkohleverbrauch der Michelbacher Hütte eine nicht unbedeutende Rolle für die Bildung von Auensedimenten aufgrund vermehrter Bodenerosion.

## Verkehr im Aartal
Das Aartal ist besonders im Abschnitt von Adolfseck nach Michelbach eng, zum Teil schluchtartig, in den Taunus eingeschnitten, dabei stark gewunden, waldreich und wenig besiedelt und dadurch touristisch interessant. Durch das Aartal führen die hier Aarstraße genannte Bundesstraße 54 und die als eingleisige Nebenbahn klassifizierte Aartalbahn; beide führen von Wiesbaden über Hahn kommend und über Diez nach Limburg an der Lahn. Zwar wurde der Personen- und Güterverkehr auf der Aartalbahn seit 1983 Schritt für Schritt eingestellt, die Strecke wird seitdem aber touristisch mit Draisinen und von der Nassauischen Touristik-Bahn genutzt. Für Radwanderer gibt es den Aartal-Radweg, der von Diez bis Taunusstein-Hahn fast vollständig am Rande der Aue des Flüsschens verläuft.

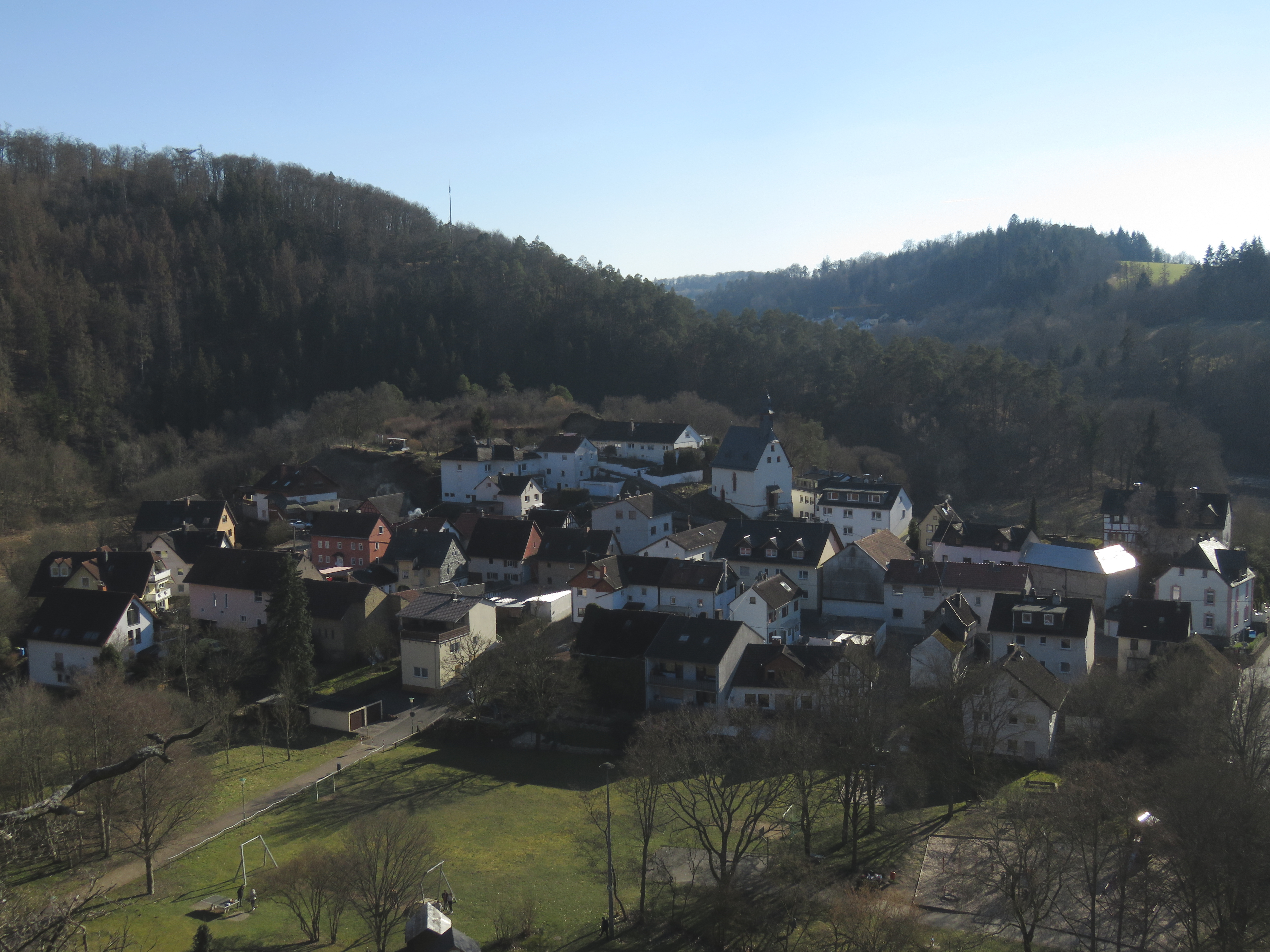
Blick vom Aar-Höhenweg auf Adolfseck

Für Wanderer führt der 63,5 km lange Aar-Höhenweg von der Aar-Quelle durch Wälder und Felder bis zur Mündung. Zu den Sehenswürdigkeiten gehören Schloss Wehen, die Pfarrkirche St. Ferrutius in Bleidenstadt, Burg Adolfseck, die Querung des Obergermanisch-Raetischen Limes beim Kleinkastell Adolfseck, der Justinus-Felsen, Burg Hohenstein, Römerquelle und Johannis-Brunnen in Zollhaus, eine Rundkirche in Oberneisen sowie Burg Ardeck in Holzheim.

## Veranstaltungen
Im Aartal gibt es im Jahreslauf zwei Veranstaltungen, die das gesamte Aartal betreffen und länderübergreifend in Hessen und Rheinland-Pfalz organisiert werden: Im Rahmen der jährlichen Großveranstaltung unter dem Namen Fahr zur Aar wird das Aartal von Diez bis Bleidenstadt an einem Sonntag oder Feiertag Ende Mai für den Kraftverkehr gesperrt und steht ausschließlich dem nichtmotorisierten Verkehr zur Verfügung. Alljährlich am 3. Oktober, dem Tag der Deutschen Einheit, wird der Aartal-Erlebnistag veranstaltet. In dessen Mittelpunkt stehen geführte archäologische, geographische und forstliche Wanderungen sowie einzelne Feste mit herbstlichem Motto.